# Last Pizza Slice
Last Pizza Slice, également connu simplement sous le nom de LPS, est un groupe musical slovène. Ils représentent la Slovénie au Concours Eurovision de la chanson 2022 avec leur single Disko.

## Histoire
Le groupe s'est formé en décembre 2018 dans la salle de musique du Grammar School Celje-Center.
Radiotelevizija Slovenija, le télé-diffuseur slovène du concours Eurovision de la chanson, a annoncé le 26 novembre 2021 que Last Pizza Slice avait été sélectionné comme l'un des 24 participants pour avoir une chance de représenter la Slovénie au Concours Eurovision de la chanson 2022. Le groupe gagne le troisième duel du concours, battant la chanson Magnum opus de Neli Jerot pour passer au tour final. Last Pizza Slice a également remporté la finale et, par conséquent, représente la Slovénie au Concours Eurovision de la chanson 2022.
Lors de la première demi-finale du 10 mai 2022, le groupe se classe 17e et dernier .